# Contea di Ragusa
(Goffredo di Ragusa, Manoscritto della biblioteca Schininà)
La Contea di Ragusa (in latino: Comitatus Ragusiae, in greco: Κομητεία Ραγούζα, in siciliano: Cuntèa di Rausa) fu un'entità feudale della Sicilia sud-orientale. Costituita dai normanni, esistette dal 1091 al 1194 ed ebbe come capoluogo la città di Ragusa.
La contea fu governata da tre conti, Goffredo, Silvestro e Guglielmo-Martino. Goffredo, essendo figlio del Gran Conte Ruggero d'Altavilla, ricevette una speciale autonomia nella gestione del feudo.

## Storia

### Nascita

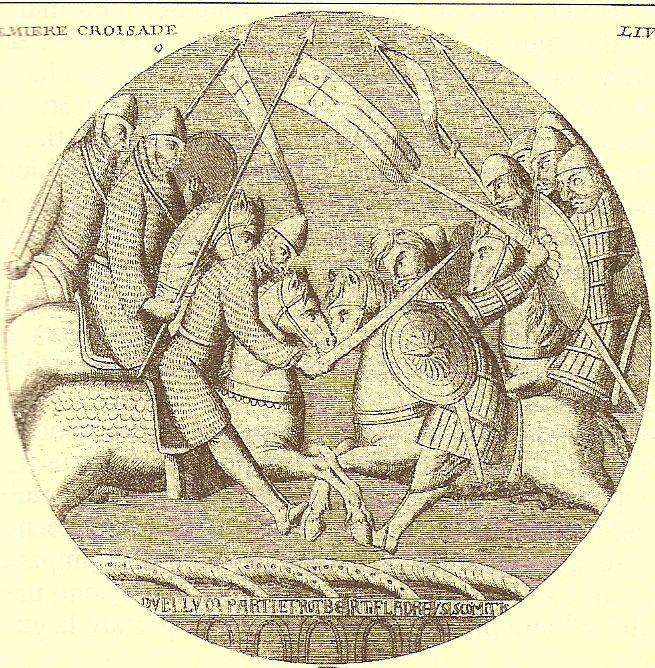
Cavalieri normanni

Ragusa nonostante le frequenti ribellioni, sotto gli arabi aveva prosperato, dunque il Gran Conte Ruggero d'Hauteville trovò la zona in uno stato di benessere e grazie all'ampia estensione delle colture e dei pascoli, decise di assegnarla ad uno dei suoi figli; elevandola al grado di primaria Signoria, alla pari di quelle di Siracusa, Catania, Patti, Butera, Lipari e Noto.
Dunque fu nominato il fedele figlio Goffredo nato probabilmente dalla contessa Eremburga. Non si hanno notizie sulla data precisa dell'investitura, ma probabilmente avvenne quando il Gran Conte Ruggero I transitò nel luglio del 1091, contemporaneamente alle battaglie per la presa di Noto avvenuta nello stesso anno, attraverso il ragusano. Da qui il Gran Conte si imbarcò a Capo Scalambri per la conquista di Malta. 
Goffredo fu tra i più intimi famigliari del padre, in vari documenti emanati sin dai tempi dello sbarco a Messina lo si vede sempre fra i firmatari, interessante è la frase del superiore diploma del 1094 dove Ruggero lo chiama oltre che filio anche haerede meo, forse dopo la morte del primogenito Giordano, aveva deciso di nominarlo erede al trono. Tuttavia secondo il Malaterra, Goffredo era malato di un certo morbus elephantinus, per cui probabilmente non successe al trono e rinunciò volontariamente ad esso a causa del grave male che lo vedeva sofferente.
Il conte si preoccupò di ripristinare immediatamente il culto cristiano, che dal dominio arabo era stato del tutto trascurato, e innalzò la chiesa di San Giorgio, santo protettore della stirpe normanna e l'adornò in maniera superba. Il conte ebbe in moglie una certa Donna Regalia o Rogasia, detta nobilissima della quale si ignora il casato anche se molti storici sostengono la provenienza longobarda.
Intorno al 1093, la città si arricchì di una colonia di cosentini mandatavi dal conte Ruggero. Questi coloni si stabilirono fuori delle mura della città.

### Soppressione
La contea fu soppressa dall'imperatore Enrico IV nel 1194 quando tutta la Sicilia fu conquistata dall'imperatore il quale che assediò il Castello di Ragusa e trucidò ogni discendente degli Altavilla. Dunque Ragusa e il suo territorio furono incorporati nel pubblico demanio. 
Federico II, popolarmente conosciuto con l'appellativo di "stupor mundi" che succedette a Enrico VI, volle rispettare la tradizione normanna concessa alla città per l'elezione dei suoi amministratori e, quindi, il privilegio di fregiarsi dello stemma del quale si fregia tuttora, raffigurante un'aquila ad ali aperte con rostro e piedi rossi, aventi in uno degli artigli il corno dell'abbondanza e nell'altro il caducèo, antico simbolo di pace. 
Dopo Federico II succedette al trono si Sicilia il figlio Corrado I di Sicilia, e in seguito il fratello Manfredi I di Sicilia ma, quest'ultimo, figlio illegittimo di Federico II, fu sconfitto da Carlo d'Angiò, fratello del re di Francia, il quale governò l'intero Regno di Sicilia in maniera pessima tanto da suscitare la famosa rivoluzione dei Vespri Siciliani.

## Privilegi
Goffredo, come figlio del Gran Conte Ruggero d'Altavilla, ricevette speciali privilegi nella gestione del feudo. Come feudo di primaria Signoria, godeva di poteri che le signorie minori non potevano esercitare. Infatti le primarie Signorie amministravano gli altri suffeudi e potevano nominare i nobili quali vassalli delle signorie minori. Goffredo e gli altri conti usarono di frequente questo privilegio e fecero inoltre numerose concessioni ai privati cittadini, circondandosi di una vera corte di Militi e Baroni. Ma il maggior privilegio che ebbe fu quello di poter amministrare la giustizia civile e criminale e poteva trasmettere questa prerogativa ai propri figli. Il diritto di amministrare giustizia civile era concessione generale a tutti i Baroni, mentre quella di amministrare la criminale era un privilegio che si dava solo ai pochi baroni di cui si voleva estendere l'importanza. Sappiamo inoltre che il castello somigliava ad una vera reggia, tanto la magnificenza quasi regale che si sfoggiava e anche per gli uffici che risiedevano, simili a quelli della corte reale. Vi risiedeva il Cappellano maggiore, il Notaio particolare e l'amministrazione in lingua greca, durante l'assenza del conte, la contea era retta da un governatore per la gestione amministrativa e militare, uno strategoto per la giustizia criminale e un vicecomite per quella civile, proprio come il sovrano. Con tutta questa serie di privilegi, il conte era un vero e piccolo sovrano nel suo dominio, che teneva indipendentemente dal regno, non avendo nessun obbligo verso il re all'infuori di quello del servizio militare, al fine di proteggere e combattere in sua difesa.
|  |  |  |  |  |  |  |  |                                                     |                                                     |                                                     |                                                     |                                                     |                                                     |  |  | Goffredo (... - 1120)         | Goffredo (... - 1120)         | Goffredo (... - 1120)         | Goffredo (... - 1120)         | Goffredo (... - 1120)         | Goffredo (... - 1120)         |  |  | Rogasia                                                         | Rogasia                                                         | Rogasia                                                         | Rogasia                                                         | Rogasia                                                         | Rogasia                                                         |  |  |                                                                             |                                                                             |                                                                             |                                                                             |                                                                             |                                                                             |  |  |            |            |            |            |            |            |  |  |  |  |  |  |  |  |  |  |  |  |  |  |  |  |  |  |  |  |  |  |  |  |  |  |
|  |  |  |  |  |  |  |  |                                                     |                                                     |                                                     |                                                     |                                                     |                                                     |  |  | Goffredo (... - 1120)         | Goffredo (... - 1120)         | Goffredo (... - 1120)         | Goffredo (... - 1120)         | Goffredo (... - 1120)         | Goffredo (... - 1120)         |  |  | Rogasia                                                         | Rogasia                                                         | Rogasia                                                         | Rogasia                                                         | Rogasia                                                         | Rogasia                                                         |  |  |                                                                             |                                                                             |                                                                             |                                                                             |                                                                             |                                                                             |  |  |            |            |            |            |            |            |  |  |  |  |  |  |  |  |  |  |  |  |  |  |  |  |  |  |  |  |  |  |  |  |  |  |
|  |  |  |  |  |  |  |  |                                                     |                                                     |                                                     |                                                     |                                                     |                                                     |  |  |                               |                               |                               |                               |                               |                               |  |  |                                                                 |                                                                 |                                                                 |                                                                 |                                                                 |                                                                 |  |  |                                                                             |                                                                             |                                                                             |                                                                             |                                                                             |                                                                             |  |  |            |            |            |            |            |            |  |  |  |  |  |  |  |  |  |  |  |  |  |  |  |  |  |  |  |  |  |  |  |  |  |  |
|  |  |  |  |  |  |  |  |                                                     |                                                     |                                                     |                                                     |                                                     |                                                     |  |  |                               |                               |                               |                               |                               |                               |  |  |                                                                 |                                                                 |                                                                 |                                                                 |                                                                 |                                                                 |  |  |                                                                             |                                                                             |                                                                             |                                                                             |                                                                             |                                                                             |  |  |            |            |            |            |            |            |  |  |  |  |  |  |  |  |  |  |  |  |  |  |  |  |  |  |  |  |  |  |  |  |  |  |
|  |  |  |  |  |  |  |  | Airolda (Quarta moglie di re Ruggero II di Sicilia) | Airolda (Quarta moglie di re Ruggero II di Sicilia) | Airolda (Quarta moglie di re Ruggero II di Sicilia) | Airolda (Quarta moglie di re Ruggero II di Sicilia) | Airolda (Quarta moglie di re Ruggero II di Sicilia) | Airolda (Quarta moglie di re Ruggero II di Sicilia) |  |  | Bartolomeo(premorto al padre) | Bartolomeo(premorto al padre) | Bartolomeo(premorto al padre) | Bartolomeo(premorto al padre) | Bartolomeo(premorto al padre) | Bartolomeo(premorto al padre) |  |  | Silvestro (... - 1162) (II Conte di Ragusa, I Conte di Marsico) | Silvestro (... - 1162) (II Conte di Ragusa, I Conte di Marsico) | Silvestro (... - 1162) (II Conte di Ragusa, I Conte di Marsico) | Silvestro (... - 1162) (II Conte di Ragusa, I Conte di Marsico) | Silvestro (... - 1162) (II Conte di Ragusa, I Conte di Marsico) | Silvestro (... - 1162) (II Conte di Ragusa, I Conte di Marsico) |  |  | Goffredo-Roberto                                                            | Goffredo-Roberto                                                            | Goffredo-Roberto                                                            | Goffredo-Roberto                                                            | Goffredo-Roberto                                                            | Goffredo-Roberto                                                            |  |  |            |            |            |            |            |            |  |  |  |  |  |  |  |  |  |  |  |  |  |  |  |  |  |  |  |  |  |  |  |  |  |  |
|  |  |  |  |  |  |  |  | Airolda (Quarta moglie di re Ruggero II di Sicilia) | Airolda (Quarta moglie di re Ruggero II di Sicilia) | Airolda (Quarta moglie di re Ruggero II di Sicilia) | Airolda (Quarta moglie di re Ruggero II di Sicilia) | Airolda (Quarta moglie di re Ruggero II di Sicilia) | Airolda (Quarta moglie di re Ruggero II di Sicilia) |  |  | Bartolomeo(premorto al padre) | Bartolomeo(premorto al padre) | Bartolomeo(premorto al padre) | Bartolomeo(premorto al padre) | Bartolomeo(premorto al padre) | Bartolomeo(premorto al padre) |  |  | Silvestro (... - 1162) (II Conte di Ragusa, I Conte di Marsico) | Silvestro (... - 1162) (II Conte di Ragusa, I Conte di Marsico) | Silvestro (... - 1162) (II Conte di Ragusa, I Conte di Marsico) | Silvestro (... - 1162) (II Conte di Ragusa, I Conte di Marsico) | Silvestro (... - 1162) (II Conte di Ragusa, I Conte di Marsico) | Silvestro (... - 1162) (II Conte di Ragusa, I Conte di Marsico) |  |  | Goffredo-Roberto                                                            | Goffredo-Roberto                                                            | Goffredo-Roberto                                                            | Goffredo-Roberto                                                            | Goffredo-Roberto                                                            | Goffredo-Roberto                                                            |  |  |            |            |            |            |            |            |  |  |  |  |  |  |  |  |  |  |  |  |  |  |  |  |  |  |  |  |  |  |  |  |  |  |
|  |  |  |  |  |  |  |  |                                                     |                                                     |                                                     |                                                     |                                                     |                                                     |  |  |                               |                               |                               |                               |                               |                               |  |  |                                                                 |                                                                 |                                                                 |                                                                 |                                                                 |                                                                 |  |  |                                                                             |                                                                             |                                                                             |                                                                             |                                                                             |                                                                             |  |  |            |            |            |            |            |            |  |  |  |  |  |  |  |  |  |  |  |  |  |  |  |  |  |  |  |  |  |  |  |  |  |  |
|  |  |  |  |  |  |  |  |                                                     |                                                     |                                                     |                                                     |                                                     |                                                     |  |  |                               |                               |                               |                               |                               |                               |  |  |                                                                 |                                                                 |                                                                 |                                                                 |                                                                 |                                                                 |  |  |                                                                             |                                                                             |                                                                             |                                                                             |                                                                             |                                                                             |  |  |            |            |            |            |            |            |  |  |  |  |  |  |  |  |  |  |  |  |  |  |  |  |  |  |  |  |  |  |  |  |  |  |
|  |  |  |  |  |  |  |  |                                                     |                                                     |                                                     |                                                     |                                                     |                                                     |  |  | Matilde (Morta bambina)       | Matilde (Morta bambina)       | Matilde (Morta bambina)       | Matilde (Morta bambina)       | Matilde (Morta bambina)       | Matilde (Morta bambina)       |  |  | Guglielmo-Martino (III Conte di Ragusa, II di Marsico)          | Guglielmo-Martino (III Conte di Ragusa, II di Marsico)          | Guglielmo-Martino (III Conte di Ragusa, II di Marsico)          | Guglielmo-Martino (III Conte di Ragusa, II di Marsico)          | Guglielmo-Martino (III Conte di Ragusa, II di Marsico)          | Guglielmo-Martino (III Conte di Ragusa, II di Marsico)          |  |  | Goffredo (Conte di Montescaglioso, di Noto, di Sclafani e di Caltanissetta) | Goffredo (Conte di Montescaglioso, di Noto, di Sclafani e di Caltanissetta) | Goffredo (Conte di Montescaglioso, di Noto, di Sclafani e di Caltanissetta) | Goffredo (Conte di Montescaglioso, di Noto, di Sclafani e di Caltanissetta) | Goffredo (Conte di Montescaglioso, di Noto, di Sclafani e di Caltanissetta) | Goffredo (Conte di Montescaglioso, di Noto, di Sclafani e di Caltanissetta) |  |  |            |            |            |            |            |            |  |  |  |  |  |  |  |  |  |  |  |  |  |  |  |  |  |  |  |  |  |  |  |  |  |  |
|  |  |  |  |  |  |  |  |                                                     |                                                     |                                                     |                                                     |                                                     |                                                     |  |  | Matilde (Morta bambina)       | Matilde (Morta bambina)       | Matilde (Morta bambina)       | Matilde (Morta bambina)       | Matilde (Morta bambina)       | Matilde (Morta bambina)       |  |  | Guglielmo-Martino (III Conte di Ragusa, II di Marsico)          | Guglielmo-Martino (III Conte di Ragusa, II di Marsico)          | Guglielmo-Martino (III Conte di Ragusa, II di Marsico)          | Guglielmo-Martino (III Conte di Ragusa, II di Marsico)          | Guglielmo-Martino (III Conte di Ragusa, II di Marsico)          | Guglielmo-Martino (III Conte di Ragusa, II di Marsico)          |  |  | Goffredo (Conte di Montescaglioso, di Noto, di Sclafani e di Caltanissetta) | Goffredo (Conte di Montescaglioso, di Noto, di Sclafani e di Caltanissetta) | Goffredo (Conte di Montescaglioso, di Noto, di Sclafani e di Caltanissetta) | Goffredo (Conte di Montescaglioso, di Noto, di Sclafani e di Caltanissetta) | Goffredo (Conte di Montescaglioso, di Noto, di Sclafani e di Caltanissetta) | Goffredo (Conte di Montescaglioso, di Noto, di Sclafani e di Caltanissetta) |  |  |            |            |            |            |            |            |  |  |  |  |  |  |  |  |  |  |  |  |  |  |  |  |  |  |  |  |  |  |  |  |  |  |
|  |  |  |  |  |  |  |  |                                                     |                                                     |                                                     |                                                     |                                                     |                                                     |  |  |                               |                               |                               |                               |                               |                               |  |  |                                                                 |                                                                 |                                                                 |                                                                 |                                                                 |                                                                 |  |  |                                                                             |                                                                             |                                                                             |                                                                             |                                                                             |                                                                             |  |  |            |            |            |            |            |            |  |  |  |  |  |  |  |  |  |  |  |  |  |  |  |  |  |  |  |  |  |  |  |  |  |  |
|  |  |  |  |  |  |  |  |                                                     |                                                     |                                                     |                                                     |                                                     |                                                     |  |  |                               |                               |                               |                               |                               |                               |  |  |                                                                 |                                                                 |                                                                 |                                                                 |                                                                 |                                                                 |  |  |                                                                             |                                                                             |                                                                             |                                                                             |                                                                             |                                                                             |  |  |            |            |            |            |            |            |  |  |  |  |  |  |  |  |  |  |  |  |  |  |  |  |  |  |  |  |  |  |  |  |  |  |
|  |  |  |  |  |  |  |  |                                                     |                                                     |                                                     |                                                     |                                                     |                                                     |  |  |                               |                               |                               |                               |                               |                               |  |  | Rainaldo (Monaco Benedettino a Catania)                         | Rainaldo (Monaco Benedettino a Catania)                         | Rainaldo (Monaco Benedettino a Catania)                         | Rainaldo (Monaco Benedettino a Catania)                         | Rainaldo (Monaco Benedettino a Catania)                         | Rainaldo (Monaco Benedettino a Catania)                         |  |  | Silvestro-Bernardo                                                          | Silvestro-Bernardo                                                          | Silvestro-Bernardo                                                          | Silvestro-Bernardo                                                          | Silvestro-Bernardo                                                          | Silvestro-Bernardo                                                          |  |  | Desiderata | Desiderata | Desiderata | Desiderata | Desiderata | Desiderata |  |  |  |  |  |  |  |  |  |  |  |  |  |  |  |  |  |  |  |  |  |  |  |  |  |  |